# Вулиця Жовківська
Ву́лиця Жо́вківська — вулиця у Шевченківському районі міста Львова, у місцевості Підзамче, що починається від вулиці Богдана Хмельницького та закінчується глухим кутом. Прилучаються вулиці Шкільна, Остряниці, Донецька, Дашкевича, Януша.

## Назва
- 1825—1871 — На Коритах (або ж Коритіярґассе), за назвою рукава Полтви — Корита.
- 1871—1890 — Коритна.
- 1890—1943 — Святого Мартина, за назвою костелу святого Мартина, розташованого на ній.
- 1943—1944 — Мартінґассе.
- 1944—1946 — Святого Мартина, повернена передвоєнна назва.
- 1946—1993 — Декабристів, на честь декабристів — перших революціонерів, які у грудні 1825 року за допомогою зброї прагнули встановити у Царській Росії конституційний лад.
- від 1993 року — Жовківська, на честь Жовківського шляху, відомого з XIV століття, що пролягав сучасною вулицею на Жовкву.

## Забудова
В архітектурному ансамблі вулиці Жовківської переважають класицизм, сецесія, конструктивізм, а також промислова забудова. Декілька будинків є пам'ятками архітектури місцевого значення.
№ 5 — триповерховий житловий будинок. Тут за Польщі розташовувалася захоронка (дитячий садок) товариства «Руська захоронка» для мешканців Жовківської дільниці.
№ 6 — будівля ліцею № 57 імені Короля Данила, що споруджена у 1876 році за проєктом архітектора Юліуша Гохберґера. У 1950-х роках тут розташовувалася взуттєва фабрика № 3, неповна середня школа № 57 та початкова школа № 56 міськвідділу народної освіти. У грудні 1970 року школі надали статус середньої школи. Того ж року проведено її добудову. З 1992 року школі надається право вивчення англійської мови з першого класу, школа стала спеціалізованою з поглибленим вивченням англійської мови. У 1995 році, за поданням дирекції, рішенням виконавчого комітету Львівської обласної Ради народних депутатів від 29 березня 1995 року № 26 «Про присвоєння імен навчальним закладам» школі № 57 присвоєно ім'я Короля Данила. На вшанування імені самого короля того ж року у школі відкрито зал Данила Галицького. Всі роботи виконав художник Любомир Прийма. У 2002 році на шкільному подвір'ї відкрито погруддя короля Данила, авторами якого стали керівник шкільного гуртка образотворчого мистецтва Михайло Сипник та його син Андрій.

Костел Святого Мартина

№ 8 — колишній костел святого Мартина, фундований дідичем Олександром Зборовським у 1637 році, а при ньому — шпиталь для поранених вояків. Приписані до костелу та шпиталю ґрунти отримали назву Зборівщини. Фундацію Зборовським підтвердив львівський латинський архієпископ Ян Тарновський та доручив нагляд за костелом отцям Кармелітам Черевичковим. Спалений був у 1648 році та відбудований з дерева у 1700 році. Сучасного вигляду костел набув після його відбудови у 1736—1753 роках у стилях бароко та рококо. Саме тоді до костелу з південного сходу прибудований двоповерховий блок келій з дзвіницею. Кошти для зведення храму надав Ян Рубчинський. До оздоблення доклалися відомі митці Йоганн Георг Пінзель, Мартин Строїнський та Йосиф Маєр. Після касаційних реформ австрійського уряду кінця XVII століття, а саме 1784 року костел Святого Мартина став парафіяльним й до 1939 року належав однойменній парафії. У 1990-х роках будівлю передали громаді Християн Віри Євангельської-п'ятидесятникам. Нині в приміщенні колишнього костелу дім молитви УЦХВЄ «Віфанія». Костел, внесений до Реєстру пам'яток архітектури місцевого значення під охоронним № 370-м.
№ 11 — комплекс будівель колишньої фабрики сільськогосподарських машин Людвика Зєленєвського («S. A. L. Zieleniewski»). Одне з найбільших машинних виробництв у Львові та усієї Галичини середини XIX століття було засноване на Личакові — фабрика сільськогосподарських машин, котлів і помп Фердинанда Пітча. У 1886 році заклад перенесли на Підзамче, на вулицю святого Мартина (нинішня вул. Жовківська). На той час фабрика виготовляла обладнання для гуралень та ректифікації. У 1898 році для управління фабрикою створено командитну спілку «P. f. Perkun», справи якої розвивалися не дуже добре і вже 1903 року вона була виставлена на продаж. Отже, того ж року будинки та обладнання фабрики Пітча викупив промисловець князь Анджей Любомирський.
У 1906—1910 роках фабрика працювала непогано, а прибутки від проданої продукції складали близько 800000 корон. У 1912 році складна політична ситуація, зумовлена з першою балканською війною, спричинила кризу австрійської промисловості, яка, своєю чергою, відчутно зачепила й галицькі терени. Темпи виробництва на фабриці Любомирського почали катастрофічно падати, відтак промисловець вирішив звернутися до дирекції «S. A. L. Zieleniewski» з пропозицією продажу фабрики. 6 липня 1913 року була підписана остаточна угода, за якою фабрика разом з обладнанням, але без запасів виготовленої продукції, викуплено за 350000 корон за рахунок акцій фабрики Людвика Зєленєвського, крім того князь Анджей Любомирський придбав за готівку ще 750 акцій підприємства на загальну суму 150000 корон. Під цією маркою фабрика працювала і у міжвоєнний період. У повоєнному радянському Львові на її території розмістилися майстерні з ремонту артилерійського та стрілецького озброєння, а від початку 1950-х років — Львівський радіоремонтний завод. 
На розі вулиць Остряниці, 26 та Жовківської, 14 розташований дитячий майданчик, відновлений у 2014 році в рамках проєкту «Ревіталізація Підзамче». Фасад від вулиці Жовківської прикрашає мурал «Птахи».
№ 15 — будівля колишньої парової пральні, споруджена будівельною фірмою Міхала Уляма на початку XX століття. В будинку у 1950-х роках містилися майстерня з хімічної чистки та фарбування одягу, а також приймальний пункт білизни для прання прального тресту львівського міського комунального господарства.
№ 16 — наріжний з вул. Донецькою триповерховий житловий будинок. За Польщі на першому поверсі будинку містилася перукарня Шрайбера. Нині тут містяться продуктова крамниця та відділення банку.
№ 18 — в будинку за Польщі містився заклад чищення (прибирання) міста, у 1950-х роках — трест санітарного очищення львівського міського комунального господарства, нині — ЛКП «Транспортна фірма „Львівспецкомунтранс“» (вивезення сміття).
№ 20 — двоповерхова житлова кам'яниця. Тут за Польщі працювала макаронна фабрика Каспарека, у 1950-х роках — артіль «Червоний пекар» львівського облхімхарчпромсоюзу.
№ 22 — двоповерховий будинок. Тут у 1950-х роках тут містилася артіль «Промхім» львівського облхімхарчпромсоюзу. Від радянських часів працює завод гумових технічних виробів з магазином «Гумовик».
№ 24а — триповерхова кам'яниця. У 1912 році в будинку відкрилася українська «6-клясова коедукаційна приватна вселюдна школа імені Короля Данила». На часі першої світової війни та російської окупації Львова школа була закрита і лише 1921 року відновила свою роботу. У 1924 році засновано шкільну бібліотеку. У 1939 році з приходом Червоної армії в Галичину школа офіційно була закрита, але ще рік вчителі школи безоплатно навчали дітей. Фактично школа припинила своє існування у 1940 році. За час існування школи її директорами були: 1923—1924 роки — Олекса Гайдукевич, 1924—1934 роки — Денис Снилик, 1934—1940 роки — Василь Манько. Учні були переведені до колишньої міської народної школи імені святого Мартина (нині — Львівська середня загальноосвітня школа № 20), що на сучасній вулиці Скидана, 18. Відтоді будинок є житловим.
№ 25 — двоповерхова кам'яниця початку XX століття. У 1950-х роках тут містився 9-й міський відділ міліції. Від 15 вересня 1973 й до 2016 року тут містилися курси водіїв Шевченківського районного спортивно-технічного клубу ДТСААФ (нині — автошкола Шевченківського районного спортивно-технічного клубу Товариства сприяння обороні України). 2016 року клуб переїхав у сусідній будинок на вул. Жовківській, 27. Саму кам'яницю 25 листопада 2019 року управлінням комунальної власності ЛМР з аукціону було продане новим власникам.
№ 27 — двоповерхова кам'яниця початку XX століття. На першому поверсі міститься сервісний центр з ремонту побутової техніки. 2016 року сюди ж переїхала автошкола Шевченківського районного спортивно-технічного клубу Товариства сприяння обороні України, що до того часу функціювала у сусідньому будинку на вул. Жовківській, 25.
№ 30 — комплекс будівель колишньої львівської взуттєвої фабрики «Прогрес». У міжвоєнний період цю адресу мали парова пральня та хімчистка Антонія Флайшля, компанія з виробництва бляшаних та залізних виробів братів Вінтерів. За радянських часів на базі майстерень була відкрита Львівська взуттєва фабрика № 3. При фабриці працювали школа фабрично-заводського навчання, їдальня та ощадкаса. 6 жовтня 1961 року взуттєву фабрику № 3 реорганізовано у Львівську взуттєву фірму «Прогрес». Вона являла собою виробниче об'єднання, утворене на базі Львівської, Стрийської, Луцької, Теребовлянської та Бориславської взуттєвих фабрик — було одне з найбільших підприємств у Радянському Союзі. Фірмовим знаком «Прогресу» так і залишилася стара емблема фірми «Дасслер» у вигляді двох смужок. Як люблять досі згадувати колишні радянські спортсмени, «ми зазвичай тренувалися в вітчизняних кросівках від «Прогресу», але виступали усе ж таки в кросівках від німецького «Адідасу». На головному підприємстві у Львові, крім пошиття взуття найбільш складного асортименту, також зосереджувалось виробництво деталей низу взуття, розкрій деталей верху, пошиття заготовлених деталей, виготовлення хімікатів, інструментів, інвентарю, запчастин і устаткування, нестандартного обладнання, ремонт будівель, споруд, машин, механізмів, енергетичного та паросилового господарства. Нині — ТДВ «Львівське взуттєве виробничо-торговельне підприємство „Прогрес“», що розташоване на вулиці Хмельницького, 219. Приміщення колишньої фабрики на вул. Жовківській, 30 нині займають офіси та магазини низки приватних компаній.
№ 38 — у міжвоєнний період тут була фабрика шкіри і взуття «Пелліс», яку разом з двома іншими фабриками — «Мазеґа» та «Таннер» у 1939 році «націоналізовано» радянською владою, а у повоєнний час цих три фабрики об'єднано у державний шкірзавод № 3. У грудні 1961 року шкірзавод реорганізовано у шкіряну фірму «Світанок». Нині — приватне акціонерне товариство «Шкіряне підприємство „Світанок“», що розташоване на вулиці Промисловій, 53.
№ 49а — двоповерхова кам'яниця збудована 1898 року. Фасад будинку прикрашає мурал «Соціальна гравітація», створений у 2017 році художником Сергієм Радкевичем в рамках фестивалю муралів «Lviv WallKing».
№ 53 — студентський комплекс Львівського інституту банківської справи Університету банківської справи Національного Банку України, збудований у 2005—2008 роках будівельною компанією «Галбуд» за проєктом групи архітекторів кооперативно-державного проєктно-вишукувального інституту «Львівагропроект». Відкриття нового студентського комплексу відбулося 31 серпня 2008 року. Він включає у себе сучасний 5-й навчальний корпусу та студентський гуртожиток № 2 на 350 місць, а також готельні номери, розраховані на тих, хто проходить курси підвищення кваліфікації, учасників наукових семінарів тощо. Окрім того, у комплексі обладнано сучасний спортивний та актовий зали, бібліотека. Планується, що при студентському комплексі запрацює перший пункт самообслуговування в системі НСМЕП (національна система масових електронних платежів) та інформаційний центр. У навчальному корпусі того ж року відкрили капличку святої Йосафати.
№ 57 — чотириповерховий житловий будинок, збудований у 1930-х роках. На першому поверсі будинку до 1939 року містився приватний медичний кабінет (екстрені випадки), що належав до тридцять восьмого району дільничних лікарів м. Львова. Нині тут міститься продуктова крамниця та кав'ярня «Фенікс». Будинок внесений до Реєстру пам'яток архітектури місцевого значення під охоронним № 1589-м.

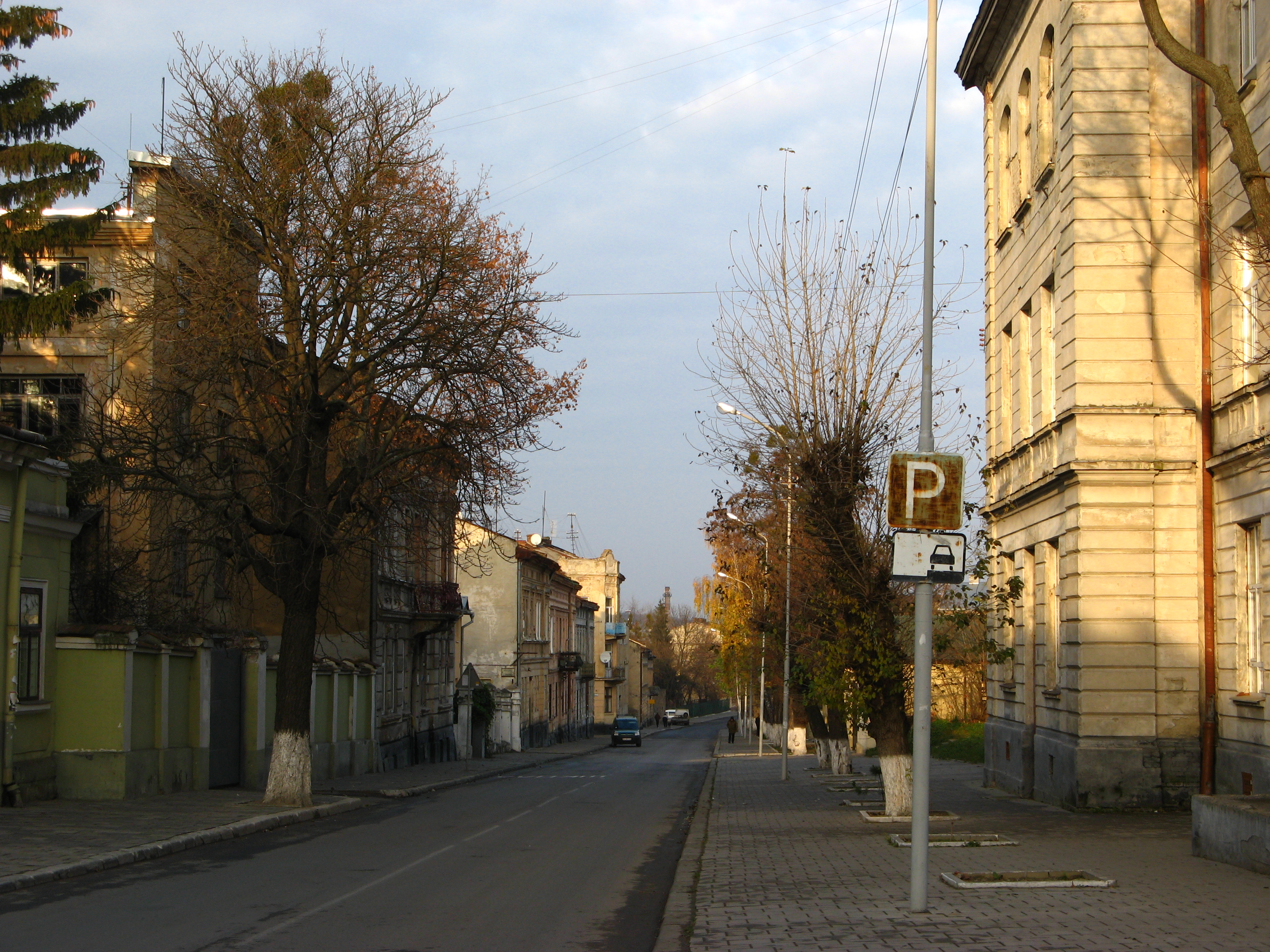
Вулиця Жовківська
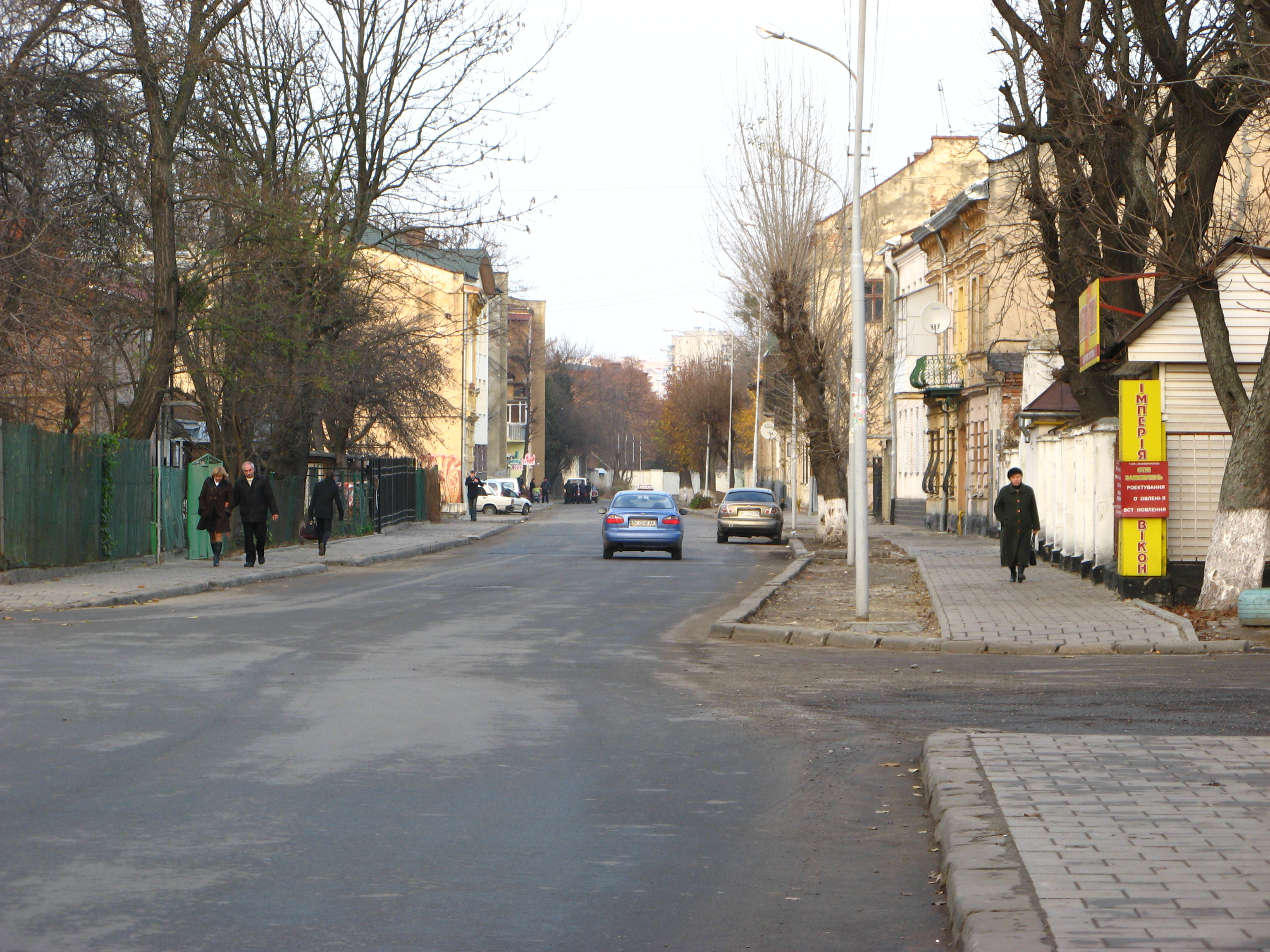
При перехресті вулиць Жовківської та Донецької
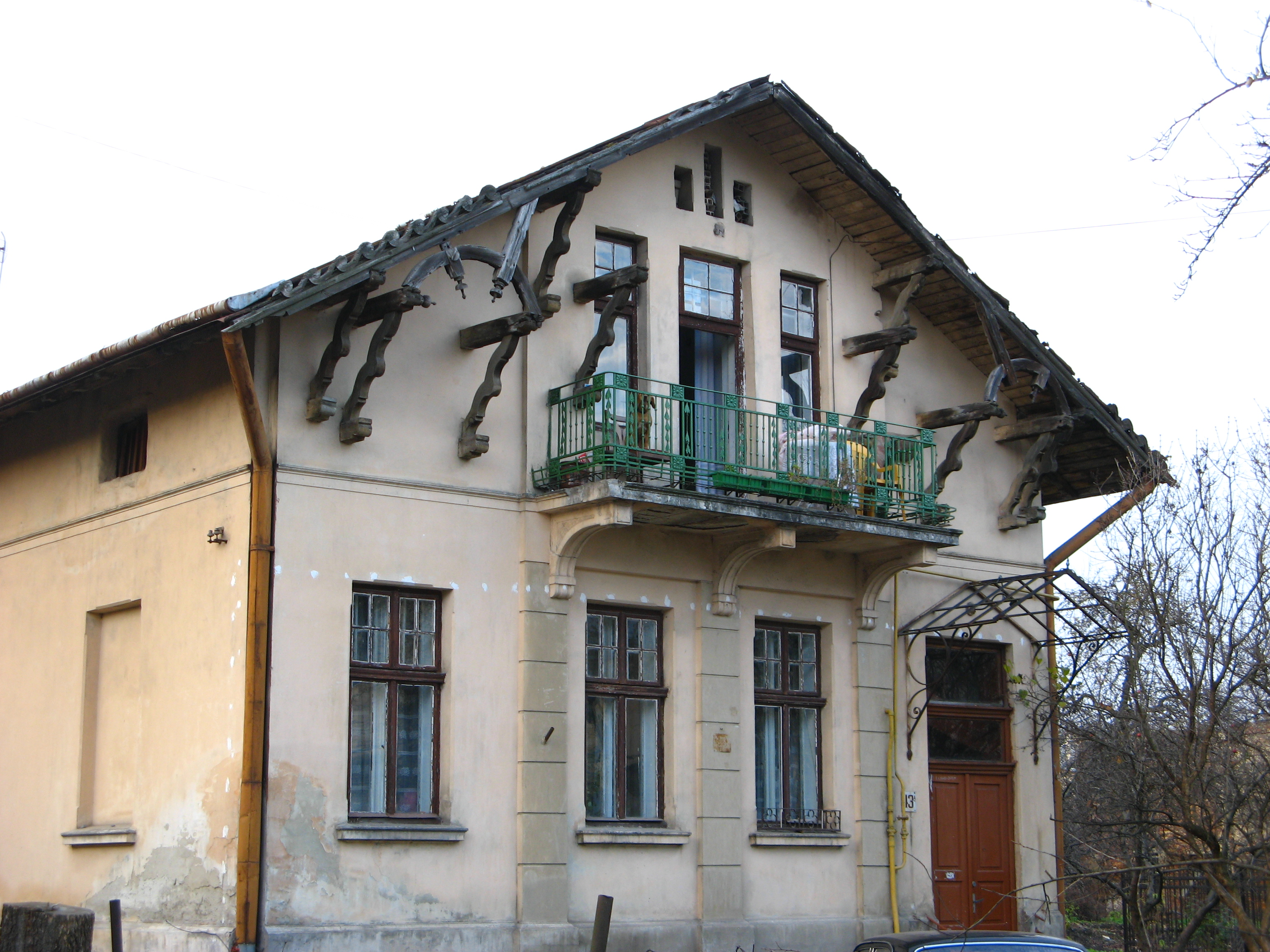
Вілла (вул. Жовківська, 41)
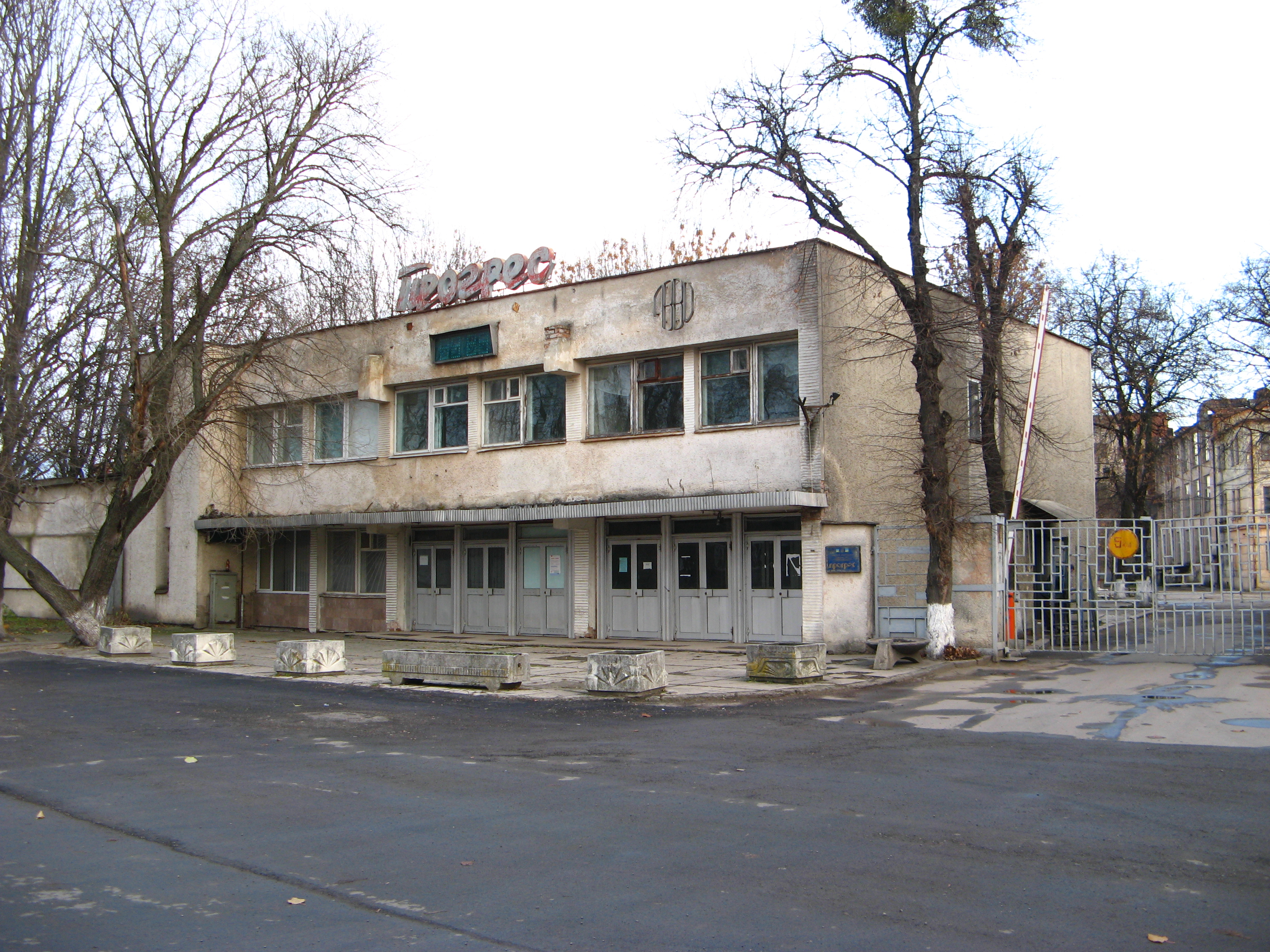
Прохідна взуттєвої фабрики «Прогрес» (вул. Жовкіська, 30)

## Пам'ятники, меморіальні таблиці
22 листопада 1925 року у річницю листопадових боїв 1918 року відбулося урочисте відкриття пам'ятного знаку «Хрест оборони Львова», встановленого на фасаді будинку польського гімнастично-спортивного товариства «Сокіл-III», що на тодішній вулиці Святого Мартина. До наших днів не зберігся.